# Hartley, cœurs à vif
 (mai 2018).
Si vous disposez d'ouvrages ou d'articles de référence ou si vous connaissez des sites web de qualité traitant du thème abordé ici, merci de compléter l'article en donnant les références utiles à sa vérifiabilité et en les liant à la section « Notes et références ».
Pour les articles homonymes, voir Hartley.
« Heartbreak High » redirige ici.  Pour la série de 2022, voir Hartley, cœurs à vif.
Heartbreak High
Hartley, cœurs à vif (Heartbreak High) est une série télévisée australienne en 210 épisodes de 45 minutes, créée par Ben Gannon et Michael Jenkins et diffusée du 27 février 1994 au 15 décembre 1996 sur Network Ten et du 16 février 1997 au 29 novembre 1999 sur ABC Australie.
La série est adaptée du film The Heartbreak Kid, lui-même adapté de la pièce de théâtre Heartbreak Kid, qui mettait en scène une histoire d'amour entre un élève, Nick Poulos (Alex Dimitriades), et une professeur, Christina Papadopoulos (Claudia Karvan), dans ce même lycée de Hartley High.
En France, la série a été diffusée à partir du 11 février 1995 au 10 décembre 1999 sur France 2, puis rediffusée sur La Cinquième, (dix premiers épisodes en juillet 1995 le samedi à 14 h 00 et de 1999 à 2000) MCM (en 2000) et Europe 2 TV (en 2006), AB1 en 2014 et AB3 en 2015 puis sur MyTF1 en accès intégral, de septembre 2020 à l'occasion des 25 ans de la série (et à partir de janvier 2024 sur TF1+) jusqu'au 31 décembre 2024.
Au Québec, elle a été diffusée à partir du 22 septembre 1995 sur Canal Famille pour trente épisodes, puis récupérée par Télé-Québec à partir du 6 septembre 1999. En Belgique et au Luxembourg, à partir du 5 juin 1995 sur RTL-TVI.
Un reboot, Hartley, cœurs à vif, est sorti en 2022 sur Netflix.

## Synopsis
Le lycée Hartley High (plus tard de Hartley Heights à la suite de la fermeture de Hartley High, qui était dans un état de délabrement avancé ; le lycée a ouvert en 1962 et n'a jamais subi de grosses rénovations) est situé dans un quartier multiethnique de Sydney abritant la classe moyenne. Le quotidien des élèves est fait de joies et de peines, de problèmes de couple, de drogue...

## Distribution

### Élèves
| Acteurs               | Élèves              | Années         | Doubleurs français | Épisodes                                                                      | Nombre d'épisodes |
| --------------------- | ------------------- | -------------- | ------------------ | ----------------------------------------------------------------------------- | ----------------- |
| Callan Mulvey         | Bogdan Drazic       | 1997-1999      | Emmanuel Garijo    | 99-210                                                                        | 112               |
| Lara Cox              | Anita Scheppers     | 1997-1999      | Hélène Chanson     | 98-192 / 203-210                                                              | 103               |
| Emma Roche            | Danielle Miller     | 1994-1996      | Sybille Tureau     | 1-91                                                                          | 91                |
| Ada Nicodemou         | Katarina Ioannou    | 1994/1995-1997 | Odile Schmitt      | 16-28 / 54-130                                                                | 90                |
| Rel Hunt              | Ryan Scheppers      | 1997-1999      | Jérôme Berthoud    | 98-186                                                                        | 89                |
| Putu Winchester       | Dennis Klinsmann    | 1997-1999      | Philippe Bozo      | 131-132 / 136-210                                                             | 77                |
| Salvatore Coco        | Costa Bordino       | 1994-1996      | Thierry Wermuth    | 1-67 / 70-71                                                                  | 69                |
| Corey Page            | Steve Wiley         | 1994-1996      | William Coryn      | 1-65                                                                          | 65                |
| Scott Major           | Peter Rivers        | 1994-1995      | Pierre Tessier     | 1-65                                                                          | 65                |
| Abi Tucker            | Jodie Cooper        | 1994-1995      | Catherine Hamilty  | 1-5 / 10-65                                                                   | 61                |
| Vince Poletto         | Matt Logan          | 1995-1997      | Vincent Ropion     | 39-80 / 82-97                                                                 | 58                |
| Jon Pollard           | Alan Bolton         | 1994-1997      | Tanguy Goasdoué    | 1-6 / 9 / 11 / 14 / 21 / 31 / 33-36 / 39-45 / 51-53 / 57-58 66-95 (Principal) | 57                |
| Jeremy Lindsay Taylor | Kurt Peterson       | 1997-1999      | Damien Boisseau    | 131-186                                                                       | 56                |
| Sebastian Goldspink   | Charlie Byrd        | 1996-1997      | Thierry Bourdon    | 81-130                                                                        | 50                |
| Nina Liu              | Mai (Stephanie) Hem | 1997-1998      | Léa Gabrièle       | 104-152                                                                       | 49                |
| Katherine Halliday    | Rose Malouf         | 1994-1995      | Virginie Méry      | 1-18 / 20-49                                                                  | 48                |
| Marcel Bracks         | Lee Delaine         | 1998-1999      | Maël Davan-Soulas  | 153-200                                                                       | 48                |
| Nathalie Roy          | Sarah Linvingston   | 1997/1998-1999 | Valérie Siclay     | 139-150 / 154-186                                                             | 45                |
| Alex Dimitriades      | Nick Poulos         | 1994           | Fabien Briche      | 1-38                                                                          | 38                |
| Rebecca Smart         | Melanie Black       | 1997           | Chantal Macé       | 95-117 / 122-136                                                              | 38                |
| Fleur Beaupert        | Nikki Ruark         | 1997-1998      | Alexandra Garijo   | 131-166 / 168-169                                                             | 38                |
| Tasneem Roc           | Thania Saya         | 1999           | Véronique Soufflet | 175-210                                                                       | 36                |
| Tai Nguyen            | Jack Tran           | 1994-1995      | Yann Le Madic      | 1-4 / 7-12 / 15-18 / 20-22 (Principal) 37-38 / 40-43 / 48-49                  | 34                |
| Inge Hornstra         | Allie Matts         | 1995           | Vanina Pradier     | 55-57 (inscription à Hartley)-87                                              | 33                |
| Rupert Reid           | Declan Costello     | 1996-1997      | Alexandre Gillet   | 72-104                                                                        | 33                |
| Tara Jakszewicz       | Stassy Sumish       | 1996-1997      | Barbara Delsol     | 73-97                                                                         | 25                |
| Bianca Nacson*        | Gemma Whitley*      | 1999           | Véronique Alycia   | 186 (livreuse de pizza)-187-209                                               | 24                |
| Luke Jacobz           | Zac Croft           | 1999           | David Lesser       | 187-210                                                                       | 24                |
| Danny Raco            | Marco Vialli        | 1999           | Ludovic Baugin     | 191-210                                                                       | 20                |
| Isabelle Gutierrez    | Chaka Cardenes      | 1994           | Sylvie Jacob       | 1-14                                                                          | 14                |
| Katherine Hicks       | Tess Mason          | 1999           | Céline Mauge       | 201-210                                                                       | 10                |

### Élèves secondaires
| Acteurs             | Élèves                                 | Doublages | Épisodes                                                                       | Nombre d'épisodes |
| ------------------- | -------------------------------------- | --------- | ------------------------------------------------------------------------------ | ----------------- |
| Despina Caldis      | Effie Poulos (soeur de Nick)           |           | 1-2 / 4-11 / 13 / 15-18 / 22-38 / (principale 39 / 41 / 43-55 / 57-61 / 63-65) | 55                |
| Daniel Taylor       | Brian Neasby                           |           | 2 / 3 / 5                                                                      | 3                 |
| Russell Byrne       | (Davo) / Stretch                       |           | (7) / 72 / 79                                                                  | 3                 |
| Jennifer Hardy      | Nicole Miller (soeur de Danielle)      |           | 12 / 33 / 45-46 / 69                                                           | 5                 |
| Ryan Lappin         | Bart                                   |           | 32 / 36 / 53-54 / 63 / 65                                                      | 6                 |
| Jerome Ehlers       | Max Harrison                           |           | 88                                                                             | 1                 |
| Richard Cass        | Bazza Reynolds                         |           | 93 / 104-105 / 121 / 126-128 / 130 (non crédité) / 131 / 146-148               | 10                |
| Lewis Williams      | Ox Laughton                            |           | 109 / 116-119 / 171                                                            | 6                 |
| Simone Kessell      | Aurore Jackson                         |           | 114-115                                                                        | 2                 |
| Eli King            | Omar                                   |           | 119                                                                            | 1                 |
| Shadia Ghazi        | Ayesha                                 |           | 119                                                                            | 1                 |
| Talai Vueti         | Talai                                  |           | 120 / 127                                                                      | 2                 |
| David Price         | Andrew Mc Ready                        |           | 135-136                                                                        | 2                 |
| Chris Vaughan       | Chris                                  |           | 138 / 141-142 / 149-150 / 157 / 164 / 169-170                                  | 9                 |
| Elvis Taouil        | Elvis                                  |           | 136-137 / 150                                                                  | 3                 |
| Anita Varga         | Romy                                   |           | 149-150 / 160                                                                  | 3                 |
| Eloise Gormley      | Sophie                                 |           | 149-150                                                                        | 2                 |
| Kelly Butt          | Sibby                                  |           | 150                                                                            | 1                 |
| Maria Compton       | Kylie                                  |           | 150                                                                            | 1                 |
| Simon Lyndon        | JJ                                     |           | 149-150                                                                        | 2                 |
| Mark Slater         | Paul                                   |           | 155- 156                                                                       | 2                 |
| Bojana Novakovic    | Natasha "Tasha" Simish                 |           | 159                                                                            | 1                 |
| Tamsin Carroll      | Bonnie Coyne                           |           | 167-168                                                                        | 2                 |
| Leeanna Walsman     | Juliette "Jet"                         |           | 171-174                                                                        | 4                 |
| Sophia Martin       | Jade                                   |           | 175 / 184                                                                      | 2                 |
| Tamaryne Dickens    | Zoé                                    |           | 176 / 184                                                                      | 2                 |
| Taline Kalaidjian   | Zelli                                  |           | 177-178                                                                        | 2                 |
| Belinda Cotterill   | Spike                                  |           | 179                                                                            | 1                 |
| Luke Carroll        | Mo Franken                             |           | 187-188 / 193-194 / 203 / 208                                                  | 6                 |
| Katerina Balter     | Angie                                  |           | 193-194                                                                        | 2                 |
| Nancy Goold         | Sophie                                 |           | 193-195 / 201 / 203-204 / 206-209                                              | 10                |
| Loren Piefke        | Daphne                                 |           | 193-194 / 199                                                                  | 3                 |
| Stephanie Bursill   | Claire Grant (correspondante anglaise) |           | 196-199                                                                        | 4                 |
| Jamie Happell       | Hammo                                  |           | 198                                                                            | 1                 |
| Claudia Ventimiglia | Gina (soeur de Marc)                   |           | 202                                                                            | 1                 |

### Groupes d'élèves
- Groupe 1: Nick-Costa-Steve-Jack-Danielle-Chaka-Rose-Jodie-Peter-Alan (épisodes 1-4) (4 épisodes / 10 élèves)
- Groupe 2: Nick-Costa-Steve-Danielle-Chaka-Rose-Jodie-Peter-Alan (épisodes 5) (1 épisode / 9 élèves)
- Groupe 3: Nick-Costa-Steve-Danielle-Chaka-Rose-Peter-Alan (épisodes 6) (1 épisode / 8 élèves)
- Groupe 4: Nick-Costa-Steve-Jack-Danielle-Chaka-Rose-Peter (épisodes 7-8) (2 épisodes / 8 élèves)
- Groupe 5: Nick-Costa-Steve-Jack-Danielle-Chaka-Rose-Peter-Alan (épisode 9) (1 épisode / 9 élèves)
- Groupe 6: Nick-Costa-Steve-Jack-Danielle-Chaka-Rose-Jodie-Peter (épisode 10) (1 épisode / 9 élèves)
- Groupe 7: Nick-Costa-Steve-Jack-Danielle-Chaka-Rose-Jodie-Peter-Alan (épisode 11) (1 épisode / 10 élèves)
- Groupe 8: Nick-Costa-Steve-Jack-Danielle-Chaka-Rose-Jodie-Peter (épisode 12) (1 épisode / 9 élèves)
- Groupe 9: Nick-Costa-Steve-Danielle-Chaka-Rose-Jodie-Peter (épisode 13) (1 épisode / 8 élèves)
- Groupe 10: Nick-Costa-Steve-Danielle-Chaka-Rose-Jodie-Peter-Alan (épisode 14) (1 épisode / 9 élèves)
- Groupe 11: Nick-Costa-Steve-Jack-Danielle-Rose-Jodie-Peter (épisode 15) (1 épisode / 8 élèves)
- Groupe 12: Nick-Costa-Steve-Jack-Danielle-Rose-Jodie-Katarina-Peter (épisodes 16-18) (3 épisodes / 9 élèves)
- Groupe 13: Nick-Costa-Steve-Danielle-Rose-Jodie-Katarina-Peter (épisodes 19) (1 épisode / 8 élèves)
- Groupe 14: Nick-Costa-Steve-Jack-Danielle-Rose-Jodie-Katarina-Peter (épisode 20) (1 épisode / 9 élèves)
- Groupe 15: Nick-Costa-Steve-Jack-Danielle-Rose-Jodie-Katarina-Peter-Alan (épisode 21) (1 épisode / 10 élèves)
- Groupe 16: Nick-Costa-Steve-Jack-Danielle-Rose-Jodie-Katarina-Peter (épisode 22) (1 épisode / 9 élèves)
- Groupe 17: Nick-Costa-Steve-Danielle-Rose-Jodie-Katarina-Peter (épisodes 23-28) (6 épisodes / 8 élèves)
- Groupe 18: Nick-Costa-Steve-Danielle-Rose-Jodie-Peter (épisodes 29-30) (2 épisodes / 7 élèves)
- Groupe 19: Nick-Costa-Steve-Danielle-Rose-Jodie-Peter-Alan (épisode 31) (1 épisode / 8 élèves)
- Groupe 20: Nick-Costa-Steve-Danielle-Rose-Jodie-Peter (épisode 32) (1 épisode / 7 élèves)
- Groupe 21: Nick-Costa-Steve-Danielle-Rose-Jodie-Peter-Alan (épisodes 33-36) (4 épisodes / 8 élèves)
- Groupe 22: Nick-Costa-Steve-Jack-Danielle-Rose-Jodie-Peter (épisodes 37-38) (2 épisodes / 8 élèves)
- Groupe 23: Matt-Costa-Steve-Danielle-Rose-Jodie-Peter-Alan (épisode 39) (1 épisode / 8 élèves)
- Groupe 24: Matt-Costa-Steve-Jack-Danielle-Rose-Jodie-Peter-Alan (épisode 40) (1 épisode / 9 élèves)
- Groupe 25: Matt-Costa-Steve-Danielle-Rose-Jodie-Peter-Alan (épisode 41) (1 épisode / 8 élèves)
- Groupe 26: Matt-Costa-Steve-Jack-Danielle-Rose-Jodie-Peter-Alan (épisodes 42-43) (2 épisodes / 9 élèves)
- Groupe 27: Matt-Costa-Steve-Danielle-Rose-Jodie-Peter-Alan (épisodes 44-45) (2 épisodes / 8 élèves)
- Groupe 28: Matt-Costa-Steve-Danielle-Rose-Jodie-Peter (épisodes 46-47) (2 épisodes / 7 élèves)
- Groupe 29: Matt-Costa-Steve-Jack-Danielle-Rose-Jodie-Peter (épisodes 48-49) (2 épisodes / 8 élèves)
- Groupe 30: Matt-Costa-Steve-Danielle-Jodie-Peter (épisode 50) (1 épisode / 6 élèves)
- Groupe 31: Matt-Costa-Steve-Danielle-Jodie-Peter-Alan (épisodes 51-53) (3 épisodes / 7 élèves)
- Groupe 32: Matt-Costa-Steve-Danielle-Jodie-Katarina-Peter (épisodes 54) (1 épisodes / 7 élèves)
- Groupe 33: Matt-Costa-Steve-Danielle-Jodie-Katarina-Allie-Peter (épisodes 55-56) (2 épisodes / 8 élèves)
- Groupe 34: Matt-Costa-Steve-Danielle-Jodie-Katarina-Allie-Peter-Alan (épisodes 57-58) (2 épisodes / 9 élèves)
- Groupe 35: Matt-Costa-Steve-Danielle-Jodie-Katarina-Allie-Peter (épisodes 59-65) (7 épisodes / 8 élèves)
- Groupe 36: Matt-Costa-Danielle-Allie-Alan-Katarina (épisodes 66-67) (2 épisodes / 6 élèves)
- Groupe 37: Matt-Danielle-Allie-Alan-Katarina (épisodes 68-69) (2 épisodes / 5 élèves)
- Groupe 38: Matt-Costa-Danielle-Allie-Alan-Katarina (épisodes 70-71) (2 épisodes / 6 élèves)
- Groupe 39: Matt-Danielle-Allie-Alan-Katarina-Declan (épisode 72) (1 épisode / 6 élèves)
- Groupe 40: Matt-Danielle-Allie-Alan-Katarina-Declan-Stassy (épisodes 73-82) (10 épisodes / 7 élèves)
- Groupe 41: Matt-Danielle-Allie-Alan-Katarina-Declan-Stassy-Charlie (épisodes 83-87) (5 épisodes / 8 élèves)
- Groupe 42: Matt-Danielle-Alan-Katarina-Declan-Stassy-Charlie (épisodes 88-91) (4 épisodes / 7 élèves)
- Groupe 43: Matt-Alan-Katarina-Declan-Stassy-Charlie (épisodes 92-94) (3 épisodes / 6 élèves)
- Groupe 44: Matt-Alan-Katarina-Declan-Stassy-Charlie-Melanie (épisodes 95) (1 épisode / 7 élèves)
- Groupe 45: Matt-Katarina-Declan-Stassy-Charlie-Melanie (épisodes 96-97) (2 épisodes / 6 élèves)
- Groupe 46: Ryan-Katarina-Declan-Charlie-Melanie-Anita (épisodes 98) (1 épisode / 6 élèves)
- Groupe 47: Ryan-Katarina-Declan-Charlie-Melanie-Anita-Drazic (épisodes 99-103) (5 épisodes / 7 élèves)
- Groupe 48: Ryan-Katarina-Declan-Charlie-Melanie-Anita-Drazic-Mai (épisodes 104) (1 épisode / 8 élèves)
- Groupe 49: Ryan-Katarina-Charlie-Melanie-Anita-Drazic-Mai (épisodes 105-113) (9 épisodes / 7 élèves)
- Groupe 50: Ryan-Katarina-Charlie-Melanie-Anita-Drazic-Mai-Aurore (épisodes 114-115) (2 épisodes / 8 élèves)
- Groupe 51: Ryan-Katarina-Charlie-Melanie-Anita-Drazic-Mai (épisodes 116-117) (2 épisodes / 7 élèves)
- Groupe 52: Ryan-Katarina-Charlie-Anita-Drazic-Mai (épisodes 118) (1 épisode / 6 élèves)
- Groupe 53: Ryan-Katarina-Charlie-Anita-Drazic-Mai-Omar (épisodes 119) (1 épisode / 7 élèves)
- Groupe 54: Ryan-Katarina-Charlie-Anita-Drazic-Mai (épisodes 120-121) (2 épisodes / 6 élèves)
- Groupe 55: Ryan-Katarina-Charlie-Melanie-Anita-Drazic-Mai (épisodes 122-130) (9 épisodes / 7 élèves)
- Groupe 56: Ryan-Anita-Drazic-Mai-Melanie-Nikki-Kurt-Dennis (épisodes 131-132) (2 épisodes / 8 élèves)
- Groupe 57: Ryan-Anita-Drazic-Mai-Melanie-Nikki-Kurt (épisodes 133-134) (2 épisodes / 7 élèves)
- Groupe 58: Ryan-Anita-Drazic-Mai-Melanie-Nikki-Kurt-Dennis-Andrew (épisodes 135-136) (2 épisodes / 9 élèves)
- Groupe 59: Ryan-Anita-Drazic-Mai-Nikki-Kurt-Dennis (épisodes 137-138) (2 épisodes / 7 élèves)
- Groupe 60: Ryan-Anita-Drazic-Mai-Nikki-Kurt-Dennis-Sarah (épisodes 139-150) (12 épisodes / 8 élèves)
- Groupe 61: Ryan-Anita-Drazic-Mai-Nikki-Kurt-Dennis (épisodes 151-152) (2 épisodes / 7 élèves)
- Groupe 62: Ryan-Anita-Drazic-Nikki-Kurt-Dennis-Lee (épisode 153) (1 épisode / 7 élèves)
- Groupe 63: Ryan-Anita-Drazic-Nikki-Kurt-Dennis-Sarah-Lee (épisodes 154-166) (13 épisodes / 8 élèves)
- Groupe 64: Ryan-Anita-Drazic-Kurt-Dennis-Sarah-Lee-Bonnie (épisode 167) (1 épisode / 8 élèves)
- Groupe 65: Ryan-Anita-Drazic-Nikki-Kurt-Dennis-Sarah-Lee-Bonnie (épisode 168) (1 épisode / 9 élèves)
- Groupe 66: Ryan-Anita-Drazic-Nikki-Kurt-Dennis-Sarah-Lee (épisode 169) (1 épisode / 8 élèves)
- Groupe 67: Ryan-Anita-Drazic-Kurt-Dennis-Sarah-Lee (épisode 170) (1 épisode / 7 élèves)
- Groupe 68: Ryan-Anita-Drazic-Kurt-Dennis-Sarah-Lee-Jet (épisodes 171-174) (4 épisodes / 8 élèves)
- Groupe 69: Ryan-Anita-Drazic-Kurt-Dennis-Sarah-Lee-Thania (épisodes 175-186) (11 épisodes / 8 élèves)
- Groupe 70: Anita-Drazic-Dennis-Lee-Thania-Gemma-Zac (épisode 187-189) (3 épisodes / 7 élèves)
- Groupe 71: Anita-Drazic-Dennis-Lee-Thania-Gemma-Zac-Marco (épisode 190-192) (3 épisodes / 8 élèves)
- Groupe 72: Drazic-Dennis-Lee-Thania-Gemma-Zac-Marco (épisodes 193-195) (3 épisodes / 7 élèves)
- Groupe 73: Drazic-Dennis-Lee-Thania-Gemma-Zac-Marco-Claire (épisodes 196-199) (4 épisodes / 8 élèves)
- Groupe 74: Drazic-Dennis-Lee-Thania-Gemma-Zac-Marco (épisodes 200) (1 épisode / 7 élèves)
- Groupe 75: Drazic-Dennis-Thania-Gemma-Zac-Marco-Tess (épisodes 201-202) (2 épisodes / 7 élèves)
- Groupe 76: Anita-Drazic-Dennis-Thania-Gemma-Zac-Marco-Tess (épisodes 203-209) (7 épisodes / 8 élèves)
- Groupe 77: Anita-Drazic-Dennis-Thania-Zac-Marco-Tess (épisode 210) (1 épisode / 7 élèves)

### Professeurs
| Professeurs               | Acteurs               | Comédiens français | Enseignements                                                                      | Années      | Episodes                                                      | Nombre d'épisodes |
| ------------------------- | --------------------- | ------------------ | ---------------------------------------------------------------------------------- | ----------- | ------------------------------------------------------------- | ----------------- |
| Bill Southgate            | Tony Martin           | Bernard Métraux    | Surveillant général, physique et chimie, entraineur de rugby, mécanique automobile | 1994-1995   | 1-5 / 7-10 / 13-15 / 17 / 19-22 / 24-42 / 44-52               | 44                |
| Yola Fatoush              | Doris Younane         | Joëlle Fossier     | Conseillère pédagogique et Sciences sociales                                       | 1994-1995   | 1-22 / 24-52                                                  | 51                |
| Christina Milano          | Sarah Lambert         | Rafaèle Moutier    | Histoire et anglais                                                                | 1994-1995   | 1-15 / 17 / 20-26                                             | 23                |
| Graham Brown              | Hugh Baldwin          | Patrice Baudrier   | Mathématiques et musique                                                           | 1994-1996   | 1-5 / 7-14 / 20 / 22 / 24 / 26 / 53 / 71                      | 19                |
| Phil North                | Peter Phelps          | Michel Vigné       | Littérature et art dramatique                                                      | 1994        | 10-13                                                         | 4                 |
| Samantha « Sam » Robinson | Kym Wilson            | Dominique Westberg | Littérature, anglais et cours d'autodéfense                                        | 1994-1995   | 29-36 / 53-65                                                 | 21                |
| Vic Morris                | Ernie Dingo           | Stéfan Godin       | Média                                                                              | 1995        | 39-43                                                         | 5                 |
| Andrew Bell               | Ian Bliss             | Philippe Peythieu  | Physique et chimie                                                                 | 1995-1996   | 56-78                                                         | 23                |
| Rhonda "Ronnie" Brooks    | Deni Gordon           | Véronique Augereau | Histoire, anglais, danse et dessin                                                 | 1996-1997   | 67-95 / 99-102 / 104-107 / 109-113 / 116-126 / 128 / 130      | 55                |
| Arnold Pike               | Arthur Digman         |                    | Mathématiques                                                                      | 1996        | 68                                                            | 1                 |
| Tom Summers               | Simon Baker-Denny     | Franck Capillery   | Sciences humaines et cuisine                                                       | 1996        | 80-87                                                         | 8                 |
| Jay Jackson               | Brendan Higgins       |                    | Histoire (remplaçant de Ronnie Brooks)                                             | 1997        | 114-115                                                       | 2                 |
| Les Bailey                | Peter Sumner          | Jacques Deschamps  | Physique-chimie et mathématiques                                                   | 1998        | 103 / 105-106 / 114 / 120-121 / 123 / 127-130 / 131-132 / 134 | 14                |
| Tom Harding               | Gerard Maguire        |                    | Mathématiques                                                                      | 1997        | 128                                                           | 1                 |
| Di Barnett                | Andrea Moore          | Catherine Davenier | Informatique, sciences naturelles                                                  | 1997 / 1999 | 131–151 / 153-161 / 163-186                                   | 54                |
| Gerald Albers             | Frederick Miragliotta | Christian Visine   | Littérature et histoire                                                            | 1998        | 133-146 / 149-152                                             | 18                |
| Nat Delaine               | John Walton           | Thierry Murzeau    | Histoire                                                                           | 1998-1999   | 153-173 / 175-185                                             | 32                |
| Pat Gregory               | Alan Cinis            |                    | Physique-chimie                                                                    | 1998        | 157                                                           | 1                 |
| Isabel Saya               | Tracy Mann            |                    | Yoga                                                                               | 1999        | 177-182                                                       | 6                 |
| Jackie Kassis             | Elena Carapetis       | Ivana Coppola      | Sciences naturelles                                                                | 1999        | 187 / 189-190 / 192-198 / 200-203 / 205-206 / 208-210         | 19                |
| Alan Carson               | John Gregg            | Alain Choquet      | Histoire et anglais                                                                | 1999        | 187-201 / 203-210                                             | 23                |
| Petra Coleman             | Anna Lise Phillips    |                    | Professeur pour enfants handicapés                                                 | 1999        | 195                                                           | 1                 |
| Madame Rigby              | Avigail Herman        |                    | Professeur de chant                                                                | 1999        | 197                                                           | 1                 |

### Professeurs secondaires
| Professeurs | Acteurs        | Comédiens français | Enseignements | Années | Episodes | Nombre d'épisodes |
| ----------- | -------------- | ------------------ | ------------- | ------ | -------- | ----------------- |
|             | Lynda O'Brien  |                    | Informatique  | 1994   | 15       | 1                 |
| M. Wallace  | David Kerslake |                    | Sciences      | 1998   | 163      | 1                 |

Équipes d'enseignants par épisode :
- 1-5: Bill Southgate - Yola Fatoush - Christina Milano - Graham Brown
- 6: Yola Fatoush - Christina Milano
- 7-9: Bill Southgate - Yola Fatoush - Christina Milano - Graham Brown
- 10: Bill Southgate - Yola Fatoush - Christina Milano - Graham Brown - Phil North
- 11-12: Yola Fatoush - Christina Milano - Graham Brown - Phil North
- 13: Bill Southgate - Yola Fatoush - Christina Milano - Graham Brown - Phil North
- 14: Bill Southgate - Yola Fatoush - Christina Milano - Graham Brown
- 15: Bill Southgate - Yola Fatoush - Christina Milano
- 16: Yola Fatoush
- 17: Bill Southgate - Yola Fatoush - Christina Milano
- 18: Yola Fatoush - Christina Milano
- 19: Bill Southgate - Yola Fatoush - Christina Milano
- 20: Bill Southgate - Yola Fatoush - Christina Milano - Graham Brown
- 21: Bill Southgate - Yola Fatoush - Christina Milano
- 22: Bill Southgate - Yola Fatoush - Christina Milano - Graham Brown
- 23: Christina Milano
- 24: Bill Southgate - Yola Fatoush - Christina Milano - Graham Brown
- 25: Bill Southgate - Yola Fatoush - Christina Milano
- 26: Bill Southgate - Yola Fatoush - Christina Milano - Graham Brown
- 27-28: Bill Southgate - Yola Fatoush
- 29-36: Bill Southgate - Yola Fatoush - Sam Robinson
- 37-38: Bill Southgate - Yola Fatoush
- 39-42: Bill Southgate - Yola Fatoush - Vic Morris
- 43: Yola Fatoush - Vic Morris
- 44-52: Bill Southgate - Yola Fatoush
- 53: Sam Robinson - Graham Brown
- 54-55: Sam Robinson
- 56-65: Sam Robinson - Andrew Bell
- 66: Andrew Bell
- 67: Andrew Bell - Ronnie Brooks
- 68: Andrew Bell - Ronnie Brooks - Arnold Pike
- 69-70: Andrew Bell - Ronnie Brooks
- 71: Andrew Bell - Ronnie Brooks - Graham Brown
- 72-78: Andrew Bell - Ronnie Brooks
- 79: Ronnie Brooks
- 80-87: Ronnie Brooks - Tom Summers
- 88-95: Ronnie Brooks
- 96-98:
- 99-102: Ronnie Brooks
- 103: Les Bailey
- 104: Ronnie Brooks
- 105-106: Ronnie Brooks - Les Bailey
- 107: Ronnie Brooks
- 108:
- 109-113: Ronnie Brooks
- 114-115: Jay Jackson
- 116-119: Ronnie Brooks
- 120-121: Ronnie Brooks - Les Bailey
- 122: Ronnie Brooks
- 123: Ronnie Brooks - Les Bailey
- 124-126: Ronnie Brooks
- 127: Ronnie Brooks - Les Bailey
- 128: Ronnie Brooks - Les Bailey - Tom Harding
- 129-130: Ronnie Brooks - Les Bailey
- 131-132: Les Bailey et Di Barnett
- 133: Gerald Albers
- 134: Les Bailey - Gerald Albers
- 135-146: Gerald Albers - Di Barnett
- 147-148:
- 149-152: Gerald Albers - Di Barnett
- 153-156: Nat Delaine - Di Barnett
- 157: Nat Delaine - Pat Gregory
- 158-173: Nat Delaine - Di Barnett
- 174:
- 175-177: Nat Delaine - Di Barnett
- 178-182: Nat Delaine - Isabel Saya - Di Barnett
- 183-185: Nat Delaine - Di Barnett
- 186:
- 187: Jackie Cassis - Alan Carson
- 188: Alan Carson
- 189-190: Jackie Cassis - Alan Carson
- 191: Alan Carson
- 192-194: Jackie Cassis - Alan Carson
- 195: Jackie Cassis - Alan Carson - Petra
- 196:  Jackie Cassis - Alan Carson
- 197:  Jackie Cassis - Alan Carson - Mme Rigby
- 198:  Jackie Cassis - Alan Carson
- 199: Alan Carson
- 200-201:  Jackie Cassis - Alan Carson
- 202: Jackie Cassis
- 203: Jackie Cassis - Alan Carson
- 204: Alan Carson
- 205-206: Jackie Cassis - Alan Carson
- 207: Alan Carson
- 208-210: Jackie Cassis - Alan Carson

### Directeurs
| Directeurs     | Acteurs          | Comédiens français | Années      | Episodes                                       | Nombre d'épisodes                                |
| -------------- | ---------------- | ------------------ | ----------- | ---------------------------------------------- | ------------------------------------------------ |
| Jim Deloraine  | Stephen O'Rourke | Max André          | 1994-1996   | 1-5 / 7 / 9-17 / 20 / 25-46 / 49-54 / 56-69    | 58                                               |
| Bill Southgate | Tony Martin      | Bernard Métraux    | 1994        | 20-24                                          | 5 (intérim)                                      |
| June Dyson     | Diane Craig      | Pauline Larrieu    | 1996-1997   | 69-75 / 78 / 80-84 / 86-92                     | 20                                               |
| Les Bailey     | Peter Sumner     | Jacques Deschamps  | 1997        | 99-107 / 109-111 / 113-117 / 119-124 / 126-130 | 28 (intérim puis titularisation à l'épisode 116) |
| Di Barnett     | Andrea Moore     | Catherine Davenier | 1997 / 1999 | 131–151 / 153-161 / 163-186                    | 54                                               |
| Alan Carson    | John Gregg       | Alain Choquet      | 1999        | 187-201 / 203-210                              | 23                                               |

### Inspecteur d'Académie
| Inspecteur  | Acteurs      | Comédiens français | Années    | Episodes                                    | Nombre d'épisodes |
| ----------- | ------------ | ------------------ | --------- | ------------------------------------------- | ----------------- |
| Don Summers | John Clayton |                    | 1994-1997 | 13 / 20 / 33 / 65 / 80 / 91 / 116 / 129-130 | 9                 |

### Familles
- Nico Lathouris : Georges Poulos - Père de Nick et Effie, oncle de Costa (1994)
- Elly Varrenti : Irène Poulos - Mère de Nick et Effie, tante de Costa (1994)
- Jane Harders : Maureen Milano - Mère de Christina Milano (1994)
- George Rubiu : Franco Milano - Père de Christina Milano (1994)
- John Lucantonio : Stravos Georgiou - Oncle de Costa (1994)
- Jennifer Hardy : Nicole Miller - Sœur de Danielle (1994-1996)
- John Paramor : Geof Miller - Père de Danielle et Nicole (1994-1995)
- Despina Caldis : Effie Poulos - Sœur de Nick, cousine de Costa (1994-1995)
- Russel Kiefel : Norm Rivers - Père de Peter (1994-1995)
- Sal Sharah : Frank Malouf - Père de Rose (1994-1995)
- Luke Battah: Paul - Cousin de Rose (1994)
- Jan Merriman : Lorraine Max - Mère biologique de Steve et Allie (1994-1995)
- Kerry-Ella McAullay : Mère adoptive de Steve (1994)
- Alan Lovell : Père adoptif de Steve (1994)
- Angelo D'Angelo : Rocco Bordino - Frère de Costa, cousin de Nick et Effie (1994-1997)
- Nicola et Emilie Friedman : Tess Tran - Fille de Rose et Jack (1994-1995)
- Peta Toppano : Stella Ioanou - Mère de Katerina (1994)
- Nic Gazzana : Dimitri Ioannou - Père de Katarina (1994)
- Frederick Miragliotta : Jorge Cardenes - Père de Chaka (1994)
- Ivar Kants : Roberto Bordino - Père de Costa, oncle de Nick et Effie (1994-1997)
- Barbara Gouskos : Helen Bordino - Mère de Costa, tante de Nick et Effie (1994-1997)
- Denis Kirby : Jacqui Weston - Mère de Lucy (1994/1995)
- Arianthe Galani : Yaya - Grand-mère de Costa (1995)
- Belinda Giblin: Suzie Miller - Mère de Danielle et Nicole (1995)
- Joy Smithers : Karen Cooper - Sœur de Jodie (1995)
- Des James: David Matts - Père d'Allie (1995)
- Marc Gray : Gary Dyson - Fils de June (1996-1997)
- Elaine Lee : Maria Costello - Mère de Declan (1996-1997)
- David Downer: Mike Byrd - Père de Charlie (1996)
- Katrina Foster: Jill Byrd - Mère de Charlie (1996)
- Anna Volska : Tante Magda (Tante de Costa et Effie) (1997)
- Tina Bursill : Hilary Scheppers - Mère de Ryan et Anita (1997-1998)
- Jim Holt : Tony Black - Père de Melanie (1997-1998)
- Andrew McFarlane : Jeff Scheppers - Père de Ryan et Anita (1997)
- Laura Keneally: Sharon - Nouvelle femme de Jeff Sheppers (1997)
- Kee Chan: John Tan - Père de Mai (1997)
- Andy Anderson : Barry Peterson - Père de Kurt (1997)
- Laure Keneally: Sharon - nouvelle compagne de Jeff Scheppers (1997)
- Dylan Craft : James Scheppers - Demi-frère de Ryan et Anita (1997)
- Elaine Hudson : Kath Livingston - Mère de Sarah (1997)
- Saxon Graham: Michael Klinsmann - Frère de Dennis (1997)
- Morna Seres : Jill Delaine - Mère de Lee (1997-1998)
- Bill Conn : Charles Harris - Père de Sarah (1998)
- Judy Morris : Fiona Coyne - Mère de Bonnie (élève étudiante en tennis) (1998)
- Rose Byrne : Carly Whitely - Sœur de Gemma (1999)
- Tracy Mann : Isabel Saya - Mère de Thania (1999)
- Harold Hopkins : Owen Croft - Père de Zac (1999)
- Mark Owen-Taylor : Tim Mason - Père de Tess (1999)
- Serge Lazareff : Dragan Drazic - Père de Drazic (1999)
- Claudia Ventimiglia: Gina Vialli - Soeur de Marc (1999)

### Les familles principales
- Episodes 1 à 30: Les Poulos - 30 épisodes
- Episodes 31 à 96 : Les Bordino - 65 épisodes
- Episodes 99 à 138: Les Scheppers - 40 épisodes
- Episodes 139 à 150: Les Livingston - 12 épisodes
- Episodes 153 à 200: Les Delaine - 48 épisodes
- Episodes 201 à 210: Les Mason - 10 épisodes

### Autres personnages
- Jan Adele : Ruby St John - Propriétaire du bar (Episodes 1-3 / 5-6 / 9 / 11-12 / 15 / 18-19 / 22-24 / 26 - 23 épisodes) - le bar "Chez Ruby" apparaîtra encore aux épisodes 27 et 28 sans la présence du personnage de Ruby.
- Nicholas Garsden : Marco - Petit ami de Christina Milano (Episodes 3-5 / 6 / 10 - 5 épisodes)
- Peter Kowitz - Mack Winston - Petit ami de Christina Milano (Episodes 25 et 26 - 2 épisodes)
- Alexandra Brunning : Lucy Weston petite amie de Steve (Episodes 30-51 - 22 épisodes)
- Paul Antony Rogers : Léo Fine, propriétaire du shark pool (Episodes 31 / 33 / 35-38 / 76 / 84 / 96 / 98-99 / 120 / 129 - 13 épisodes)
- Don Halbert : Joe Lawrence, agent de police et petit ami de Yola (Episodes 32-45 / 47-48 - 16 épisodes)
- Mario Gamma : Peter D'Esposito « D'Espo » - Gérant du Shark Pool (épisodes 137 / 151-158 / 161-163 / 165-166 / 173-174 / 183-184 / 187-189 / 191-193 / 205-206 - 26 épisodes)
- Dominic Purcell : Todd Gillespie, agent de police et petit ami d'Anita (Episodes 189-192 / 209-210 - 6 épisodes)

 Source et légende : version française (VF) sur RS Doublage

## Épisodes

### Première saison
1. Le Premier Jour
2. Baptême du feu
3. L'Atout Danielle
4. Conflits
5. Ce n'est qu'un au revoir
6. Solidarité
7. Les Héros et les Perdants
8. Une perte douloureuse
9. Victoire !
10. Déceptions en série
11. Palpitation
12. Mauvaises Nouvelles
13. Combat en musique
14. Bye Chaka
15. Fête !
16. Amour interdit
17. Ça tourne !
18. Passion
19. Mensonges et Trahisons
20. Révélations
21. Bandit
22. Qui est avec qui ?
23. Star Quest
24. Épreuve de force
25. Déception
26. Nouveaux Départs
27. Rivalité
28. Étoile(s) filante(s)
29. Perte de repères
30. Départ pour la Grêce
31. Rocco
32. La tempête approche
33. Le Shark Pool
34. Relations amoureuses
35. Sex, drogue et rock'n roll
36. Séparation
37. Naissance…
38. …Chaos

### Deuxième saison
1. L'Hommage à Nick
2. Dur d'être maman
3. Ahhh Yaya !!
4. Caméra au poing
5. Ciao Vic
6. Vieux Garçon
7. Dix-huit ans
8. Adultère
9. Autour de Lucy
10. Hey Joe
11. Just Married
12. En cavale
13. Un départ inattendu
14. Au revoir Bill et Yola !

### Troisième saison
1. Un retour provisoire
2. La Tornade Katerina
3. La Fille au pull-over
4. Un jeune prof trop idéaliste
5. Bye Ste Catherine !
6. Roméo & Juliette
7. Engagement
8. En cavale
9. Duel culinaire
10. Avenir incertain
11. Rancune
12. Second Chance
13. Sauvons Hartley High !

### Quatrième saison
1. La Disparition
2. Adieu Steve
3. Pari perdant !
4. Ténèbres et Renaissance
5. Indiscipline
6. À un de ces quatre, Costa !
7. Garçon mystérieux
8. Fausses Accusations
9. La Peur aux trousses
10. Trompée et trahie
11. Jeu dangereux
12. Semaine de stage
13. L'Équipée spatiale
14. Bolton et Linda
15. Bizutage
16. Entre Bowie et Pitt
17. Créations et recyclages
18. Cœur fragile
19. Supercherie
20. Dix raisons d'être cool
21. Un étrange sentiment
22. Départ pour Londres
23. Tricheur
24. Ronnie, Dyson et Roger !
25. La Secte
26. Journée des monstres

### Cinquième saison
1. Peu importe… si nous échouons
2. Panique avant le bac
3. Les Exams
4. Ce n'est qu'un au revoir !
5. Le Shark Pool en danger
6. Résultats du bac
7. Nouvelle Génération
8. Nouvelle Année, nouvelle amitié
9. Vague de chaleur
10. Travail difficile
11. Retour intrigant
12. Populaire ?
13. Une fille pas comme les autres
14. Ennemis jurés
15. Tout les oppose
16. En secret
17. Stéroïde
18. Enlèvement
19. Vol
20. Jugement
21. Intérêt public
22. Le Héros
23. Crise d'identité
24. Accident
25. Lui ou moi
26. True Blood
27. Intolérance
28. Culture différente
29. Bio ou arnaque
30. Trop jeune pour elle !
31. Aux portes du succès
32. Désillusions
33. Un service bénévole
34. Week-end de jeûn
35. Anita et Drazic
36. Bonne Guerre
37. Méthodes dépassées
38. Argent sale
39. La Fin d'une époque

### Sixième saison
1. Nouveau Lycée…
2. Alcoolique
3. Un prof bien étrange
4. La Retraite de Bailey
5. Fin de mois difficile
6. Voyage
7. Coloc envahissant
8. Petit Frère
9. La Gouvernante
10. Trop sévère
11. DJ Byron
12. Agression ou accident
13. La Chute de Ryan
14. Ami peu fréquentable
15. Drogue
16. Traumatisme
17. Rébellion
18. Tout se sait
19. L'Agent d'entretien
20. Le Combat des filles
21. Changement de proprio
22. Nouvelle Carrière
23. Les Delaine
24. Bon Retour Sarah
25. Tests de Q.I.
26. Homophobie
27. Piège
28. Je ne suis pas Simon
29. Esclavagisme moderne
30. Les Supporters
31. Inhibitions
32. Aller plus loin
33. Vieille Rancune
34. Frère caché
35. Le Chérubin
36. Alzheimer
37. Lettre d'amour
38. Inspecteur Lee
39. Concours débile
40. Seul et incompris

### Septième saison
1. Arrivée de Jet
2. Graffitis
3. Possessive
4. Mauvaise Influence
5. Profiteur
6. Le Patriotisme
7. Madame Butterfly
8. Enceinte
9. Sorties dangereuses
10. L'Album de lycée
11. La Rançon
12. Révisions et panique
13. C'est parti pour le bac !
14. Bal... au lycée !
15. Petits boulots
16. Une page se tourne
17. Rentrée et chômage
18. Télé réalité
19. Suspect
20. L'Agent de liaison
21. Foot ou basket
22. Rupture
23. Dennis et Sophie
24. Dépression
25. Trahi par son ami
26. L'Étudiante surprise
27. Amour à sens unique
28. Fausses rumeurs
29. Devoirs d'histoire
30. Liberté retrouvée
31. La Gothique
32. Mort d'un père
33. Un retour inattendu
34. Héritage
35. Le Mexicain
36. Cyrano de Bergerac
37. La Télé, une drogue
38. Secret révélé
39. Harcèlement
40. C'est la fin !

- Année scolaire 1: Épisodes 1-38 (38 épisodes) - 1993-1994
- Année scolaire 2: Épisodes 39-97 (59 épisodes) - 1994-1997
- Année scolaire 3: Épisodes 98-186 (88 épisodes) - 1997-1998
- Année scolaire 4: Épisodes 187-210 (24 épisodes) - 1998-1999    fin de série avant la fin de l'année scolaire

## Univers de la série

### Personnages

#### Élèves
- Nick Poulos (épisodes 1 à 38). D'origine grecque, Nick est le fils de George et Irène Poulos. Il a également une sœur du nom de Effie. Il est également le cousin de Costa. Lors de la rentrée des classes, il tombe directement sous le charme de Jodie, la nouvelle, avec qui il commence une histoire d'amour jusqu'à ce qu'elle décide de partir pour Melbourne afin de chanter dans un groupe. Il fait partie de l'équipe de football du lycée qui a pour entraineurs Christina Milano et Georges Poulos, son père et comme manager Irène Poulos, sa mère. Peu de temps après la création de l'équipe, Irène meurt dans un accident de voiture ce qui plonge Nick dans un état de colère le poussant carrément à frapper un policier. L'arrivée de Stella dans leurs vies les aidera à retrouver un peu de stabilité. Lorsque Jodie revient de Melbourne, ils reprennent leur relation. Mais quelque temps après il se sent attiré par Danielle avec qui il va avoir une relation secrète de courte durée ce qui mettra un terme à sa relation avec Jodie. Cependant leur relation reprend jusqu'à ce qu'il décide de se lancer dans la boxe avec pour entraineur Southgate. Jodie ne supportant pas de pouvoir le perdre lors d'un match rompt avec lui. Lors d'un combat de boxe, Nick est mis KO et meurt par la suite. Mais on apprend qu'il a été victime d'une rupture d'anévrisme qui aurait pu le frapper à n'importe quel moment.

- Costa Bordino (épisodes 1 à 71/94) est un garçon assez drôle, débrouillard, intelligent, attachant, plein d’ambitions. Costa est le cousin et le meilleur ami de Nick. C'est un véritable comique qui a plus d'un tour dans son sac, il est toujours prêt à rendre service à ses amis. Costa passe beaucoup de temps sur son portable pour faire des affaires (vente de pièce détachées, lien avec des personnes dans le monde de la musique...). Il est le seul à avoir un portable au lycée Hartley lors des premières saisons. Il est le fils de l'entrepreneur en bâtiment Roberto, et lui et son frère Rocco créent le Sharkpool, qui est le lieu de rencontre du groupe. Il est aussi le manager de la chanteuse Jodie. A la fin de ses apparitions dans la série, il sort avec Katarina. Leur relation débute très lentement et ne fonctionnera pas vraiment. Il décide de partir aux USA afin de continuer ses études et trouver du travail quand l'opportunité se présente à lui. Il fait une apparition dans l'épisode 94, se déroulant 9 mois après son départ, où il annonce à ses parents qu'il s'est marié aux USA et que son travail dans l'immobillier marche bien. Pendant cet épisode, il présente son épouse à ses parents et à Katarina.

- Chaka Cardenes (épisodes 1 à 14) est d'origine sud-américaine vivant avec sa mère, son frère Diego et sa sœur Juanita. Son père, enseignant, s'est fait enlever dans leur pays d'origine le Salvador car on le soupçonnait de faire partie de la résistance. Chaka est pleine de ressource, à une force de caractère impressionnante, est capable de voir la vraie nature des gens et est la meilleure amie idéale. Mais est également fort renfermée sur elle-même et n'aime pas parler de ses problèmes personnels. On le découvre lorsque sa mère est partie pour chercher son père au Salvador et que Chaka doit assumer l'école, son frère et sa sœur et en plus le travail de sa mère pour ne pas perdre l'appartement. Heureusement son père finit par être libéré et tout rentre dans l'ordre. Costa et Rivers se disputent pour conquérir le cœur de Chaka, qui finit par choisir Rivers, au grand étonnement de tous. Son père obtient un travail à Darwin et elle a le choix entre rester pour finir l'année scolaire à Hartley ou partir avec eux. Après une longue réflexion, elle choisit de suivre sa famille.

- Jodie Cooper (épisodes 1 à 65) est une nouvelle élève du lycée arrivant le jour de la rentrée. Elle fait directement sensation car elle est spontanée, joyeuse et détachée. Jodie est une chanteuse qui espère un jour devenir une star. À peine arrivée au lycée, elle attire l'attention de Nick qui va la courtiser. Ils sortent rapidement ensemble. Si au début sa hardiesse ne plait pas aux autres filles de la classe, cela change rapidement et elle devient un membre à part entière du groupe. Peu de temps après, elle part pour Melbourne pour devenir chanteuse dans un groupe. Elle revient par la suite au lycée car cela n'a pas fonctionné. Bien qu'elle l'ai trompé à Melbourne, Nick ne rompt pas avec elle et ils continuent leur histoire. Grâce à Christina et à Mack, Rivers Steve et elle vivent dans un loft ce qui lui permet de ne plus penser à ses problèmes familiaux. Costa devient son manager et ainsi s'occupe de sa promo. Nick, blessé par le manque d'attention qu'elle lui porte, la trompe avec Danielle, ce qui la blesse profondément et ils se séparent. Alors que Nick se lance dans la boxe, elle décide de suivre Rocco aux États-Unis pour faire partie d'un groupe, mais lorsqu'elle voit le match de boxe à la télévision depuis l'aéroport elle décide d'aller l'encourager. La mort de Nick l'affecte énormément et elle commence une déprime. Matt la soutiendra de son mieux et leur relation commencera doucement jusqu'à ce qu'ils se sépare car Matt voudra sortir avec Allie. Afin de faire rentrer un peu d'argent, elle travaillera chez Ruby puis au Shark Pool. Pour finir, grâce à Costa elle décroche un contrat de chanteuse et quitte Hartley pour entamer sa carrière de chanteuse.

- Danielle Miller (épisodes 1 à 91) est une fille jolie, intelligente, gentille et sportive sûre d'elle et toujours présente pour ses amis (en particulier ses deux meilleures amies Rose et Chaka). Elle se passionne pour beaucoup de choses et en particulier pour le football dont elle devient gardien de but dans l'équipe du lycée (ce qui n'est pas du goût des garçons). Son rêve, au début de la série, est de pouvoir ouvrir un club de gym et elle se donne à fond pour cela. Lors de la première saison elle vit une tendre idylle, un peu platonique, avec Steve. Puis lors d'un stage, elle trompe ce dernier avec Nick. Leur relation tient un moment mais ils se séparent. Danielle a toujours un faible pour Steve mais ils ne se remettront ensemble qu'après le départ de Lucie. La mort de Steve est une épreuve qu'elle a du mal à surmonter et pour oublier elle se plonge dans la drogue et est souvent absente au lycée. Grâce à l'aide de Ronnie mais surtout de M. Deloraine (juste avant qu'il ne quitte le lycée) elle n'est pas expulsée du lycée, et obtient une seconde chance. Elle arrivera à retrouver goût à la vie et tombera petit à petit amoureuse de Declan, un nouvel élève puis décidera d'aller habiter au loft avec ses amis Allie et Bolton. Danielle a maintenant comme projet de devenir journaliste et fait tout pour y arriver. Quelques semaines avant les examens du bac, elle se voit proposer un stage de journalisme à Wollongong. Elle quitte donc le lycée et ses amis.

- Steve Wiley (épisodes 1 à 65) est le sportif de Hartley dont Danielle est follement amoureuse. Il sort avec elle au début de la première saison avant que Danielle ne le trompe avec Nick. À la fin de la saison, il rencontre Lucy, une jeune fille qui n'est pas de Hartley, et sort avec elle. À la fin de la 2e saison, Lucy part au Japon afin d'y étudier ce qui met fin à leur relation. Il réalise qu'il aime toujours Danielle et décide de revenir avec elle dans la saison 3. Lors de la saison 1, il apprend qu'il est adopté et, après avoir bien réfléchi, il décide de retrouver sa vraie mère. Au début il n‘est pas très bien accepté par sa mère biologique et avec le temps ils se laissent une chance d‘apprendre à se connaître. Étant en pleine confusion, il décide de vivre dans un loft avec Jodie et Rivers. Sa mère biologique ne lui ayant pas tout dit, il découvre, dans la saison 3, qu'il a une demi-sœur Allie avec qui il devient très bon ami. On apprend dans le premier épisode de la saison 4 qu'il s'est tué en tombant d'une falaise lors de prises de vue. Photographe dans l'âme Steve n'ira jamais au bout de son rêve...

- Rose Malouf (épisodes 1 à 49) est une étudiante sérieuse et la meilleure amie de Danielle. Elle est d'origine libanaise et vit avec son père Frank. Rose est une fille impulsive et si elle veut quelque chose, elle s'en donne les moyens. Ainsi au début de la série, elle a un coup de foudre pour un professeur, M. North, mais cela prendra fin quand il quittera l'école. Elle a une histoire avec Jack mais celui-ci est accepté dans une meilleure école et part. Leurs relations sont plus distantes pourtant peu de temps après elle annonce qu'elle attend un enfant de Jack. Elle donne naissance à son bébé, prénommée Tess, alors qu'elle se trouve en retenue au lycée. Elle accouche grâce à M. Deloraine et à Rivers à qui elle demande d'être les parrains. Elle et Jack veulent prendre soin de l'enfant, et décident de se marier. Après le mariage, Rose décide de suivre Jack dans son école et quitte Hartley.

- Jack Tran (épisodes 1 à 49) est nouveau à Hartley. Il rencontre quelques difficulté pour son intégration au début, notamment auprès de Rivers et ses copains mais finit par rejoindre la bande. Il formera un couple avec Rose et ils auront un enfant ensemble. Jack intègre un nouveau lycée et plus tard, il reviendra à Hartley pour venir chercher Rose et leur bébé.

- Peter Rivers (épisodes 1 à 65) est le rebelle du lycée. Il déteste Nick et toute sa bande et est à la tête d'une bande rivale. Il n'aime pas l'école et perturbe souvent la classe. Il aime semer la pagaille, faire le macho devant les filles et s'entraîner au rugby ou jouer au basket avec son meilleur ami Bolton. Au fil des épisodes, Rivers se rapproche des autres en se rendant compte qu'il n'est pas le seul dont la vie n'est pas rose tous les jours. Sa mère est alcoolique et son père et son frère sont en prison. Ne supportant plus les réactions de sa mère, il décide de s'installer au loft avec Jodie et Steve. Peu de temps après la rentrée, il a une aventure avec Chaka puis avec Katerina avant qu'elles ne quittent le lycée. Par la suite, il tombera sous le charme de la remplaçante de Christina, Samantha avec qui il partage la passion des motos. Mais une relation professeur-élève ne peut exister au sein d'un établissement scolaire Sam doit quitter Hartley et quitte Rivers. Il ne l'a pas oubliée et lorsqu'elle revient enseigner, il est décidé à la reconquérir malgré le retour de Katarina au même moment. Sam ne pouvant plus cacher ses sentiments décide de partir. Rivers arrête les études et les deux amoureux décident de partir et de commencer une nouvelle vie au Queensland.

- Alan Bolton  (secondaire épisodes 1 à 66, principal épisodes 66 à 95) est un élève qui n'aime pas ressembler à tout le monde. Il exprime sa personnalité en mettant au point un look bien à lui : cheveux décolorés, pics de cheveux au gel, anneau dans le nez et gros collier "fait maison". Au début de la série, il est plutôt agressif et est très complice avec Peter Rivers. Il lui est même arrivé d'avoir des propos homophobes envers son professeur Graham Brown. Son caractère s'adoucira avec le départ de Peter Rivers, mais restera un élève rebelle et se voulant drôle. Malgré tout, Bolton est un garçon sensible, qui aime faire de longues balades sur son skate ou faire du roller. Plus tard, à l'arrivée de Stassy à Hartley, ami avec elle dans un premier temps, il en tombe amoureux. Cependant, leur relation ne fonctionnera pas, mais ils seront âmes sœurs (saison 4 ép. 21). Bolton sortira brièvement avec Linda, une jeune taïwanaise issu d'un lycée huppé. Leur relation se terminera par le départ de Linda pour Taïwan. Peu avant les examens de fin d'année, Bolton décide de quitter Hartley car il a trouvé un boulot dans l'organisation de spectacles après sa fête réussie sur la plage.

#### Professeurs
- Christina Milano (épisodes 1 à 26) est une professeure d'Anglais et d'Histoire. Lors de son arrivée, elle est difficilement intégrée et à du mal à se faire respecter de par son manque d'expérience. Lors d'une bagarre dans la course l'école, elle se prend un coup de poing en plein visage mais ne dénonce personne à la direction. C'est là que les élèves comprennent qu'elle est là pour eux et non contre eux et qu'ils développent envers elle un certain respect. Elle développe rapidement des liens d'amitiés avec ses collègues Yola et Graham. Christina obtient qu'une équipe de football soit créée au sein du lycée, en proposant d'en devenir l'entraîneur. Ne supportant plus que l'on décide pour elle, elle vient s'installer chez Yola afin d'avoir de l'indépendance. Elle est la première à défendre les droits des élèves et est toujours soutenue par Yola. Côté cœur, elle était fiancée à Marco mais elle le quitte car celui-ci devient trop oppressant à décider tout pour elle. Elle a ensuite une petite aventure avec Phil North. Pour finir elle rencontre Mack Winson et décide, après avoir donné un toit à des élèves en difficultés familiales, de le suivre en Inde pour soigner et éduquer des enfants. Son départ est célébré en chanson et les élèves lui montrent qu'ils tiennent vraiment à elle.

- Graham Brown (épisodes 1 à 38, puis 53 et 71) est un professeur de Mathématiques et de Musique. Il est toujours de bonne humeur et a un sens de l'humour qui lui est propre. Défenseur des arts, il n'hésite pas à encourager les élèves à se rebeller lorsque l'option de musique menace de disparaitre du programme scolaire. En portant secours un jour à un élève se faisant taper dessus, il est accusé à tort, à cause de son homosexualité, d'avoir abusé de ce dernier alors qu'il le soignait. Heureusement pour lui tout finit bien. Il a un tempérament posé et essaye toujours d'arranger les choses. Il aura de longues discussions avec Samantha à sa retour à Hartley, pour l'aider à ne pas replonger dans une relation complexe avec Rivers. Apparaissant très régulièrement au début de la série, on suppose qu'il a continué à enseigner à Hartley jusqu'à la fermeture du lycée.

- Samantha Robinson (épisodes 29 à 36, puis 53 à 65) arrive à Hartley pour remplacer Christina. Elle est directement invitée à vivre sous le même toit que Yola avec qui elle s'entend bien directement. C'est une femme indépendante, un peu rebelle et qui est passionnée par les motos. Elle est rapidement appréciée des élèves et obtient de bons résultats grâce à ses méthodes. Dès son arrivée, Peter est attiré par elle et va tout faire pour qu'elle le remarque. Au début Sam est réticente et lui fait bien comprendre que toute relation est impossible. Cependant après insistance elle craque elle a une liaison avec lui. Au début discrets, ils se font remarquer par Yola et quand M. Deloraine s'en aperçoit, il est alors dans l'obligation de lui demander de démissionner. Par la suite, Sam revient à Hartley comme remplaçante, après que Yola et Bill aient quitté le lycée. M. Deloraine n'a pas d'autre choix que de l'engager, car il a besoin de professeurs. Peter est très heureux car il n'a pas réussi à l'oublier, mais elle lui fait comprendre que tout est fini entre eux. Elle entame une relation avec Andrew avec qui elle vit dans l'ancien appartement de Yola. Mais quand il la demande en mariage elle prend peur et le quitte. Sam quitte Hartley et Peter la suit pour aller vivre dans le Queensland.

#### Directeurs
- Jim Deloraine (épisodes 1 à 69) est le premier proviseur du lycée HARTLEY HIGH de la série. C'est un directeur strict mais ouvert et moderne. Il est toujours là pour écouter ses élèves ou ses enseignants. Lors de la première saison, son autorité est remise en cause par Bill Southgate mais ces problèmes ne durent pas longtemps. Dans la saison 2, il accueillera un nouvel élève, Matt Logan, qui s'avère être son neveu qu'il va héberger chez lui. Jim aura donc un double rôle : celui de directeur et celui de parent. C'est lui qui accouchera Rose avec l'aide de Rivers. Pour le remercier, Rose lui demandera d'être l'un des parrains de son enfant, Tess. On apprend que Jim est sujet aux crises cardiaques. Dans la saison 4, il subit sa seconde crise et décide qu'il est temps pour lui de se reposer. Il quitte donc son poste de directeur.

- June Dyson (épisodes 70 à 92) est la nouvelle proviseure du lycée HARTLEY HIGH. Elle a été mutée dans ce lycée à la suite de la retraite anticipée de Jim Deloraine. Elle vit seule avec son fils handicapé, Gary. Malheureusement, elle n'a guère le temps de s'occuper de celui-ci. Au lycée, elle essaye de ne pas avoir trop de tensions avec ses collègues professeurs, ainsi que ses élèves. Elle a beaucoup d'affinités avec Bolton, car malgré son côté turbulent, elle croit en ses capacités à réussir pour passer le baccalauréat. Elle quitte le lycée juste avant la période d'examen (ce qui inquiète les élèves qui comptaient sur son soutien pendant les épreuves) pour suivre son fils qui lui annonce son départ, car il a trouvé un emploi en informatique. Elle décide donc de quitter ses fonctions de proviseur pour s'occuper exclusivement de son fils.

- Les Bailey (épisodes 99 à 130) est le nouveau proviseur et aussi le nouveau professeur de Mathématiques et de Sciences. À son arrivée, il est sévère et intransigeant. Il souhaite que l'ordre et la discipline règnent sur le lycée car il ne fait pas totalement confiance aux lycéens toujours prêts à défier l'autorité selon lui. Cependant, au cours de l'année, il s'adoucit et devient compréhensif envers les élèves et après de nombreuses discussions avec eux et Ronnie Brooks. Il aide plusieurs élèves comme Drazic et Ryan, Mai, Katarina, Charlie et Melanie. A la fermeture d'Hartley High (épisode 130), il intègre le nouveau lycée en reprenant ses fonctions de professeur de Mathématiques et de Sciences. Il a une relation tendue avec la Directrice Di Barnett qui a des méthodes différentes des siennes pour diriger son lycée. Après des accusations de harcèlement sexuel à la suite de propos sexistes concernant une photo pornographique (blague de Drazic), Bailey est au départ menacé de sanctions et doit être entendu par l'Inspecteur d'Académie. Finalement la plainte de harcèlement est retirée. Cependant, Bailey est menacé d'être suspendu de ses fonctions à la suite de profonds désaccords avec Di Barnett. Il devance la Directrice en donnant sa démission et part en retraite anticipée ou il pourra s'adonner à ses passions (billard, golf…). Il quitte donc ses fonctions à l'épisode 134 sur une partie de billard avec Drazic au Sharkpool.

- Di Barnett (épisodes 131 à 186) est la proviseure du second lycée du quartier d'Hartley. Le HARTLEY HEIGH. Elle est déjà en poste lors de l'arrivée des anciens élèves (et Les Bailey) d'HARTLEY HIGH. Elle a des méthodes assez progressistes dans la gestion de son lycée. Par exemple, les conflits entre élèves ne sont pas réglés dans son bureau mais par un conseil de lycéens. Méthode "peu orthodoxe" qui ne semble pas convaincre Les Bailey. D'ailleurs, les relations professionnelles entre Di Barnett et Les Bailey sont assez tendues car tous les deux n'ont pas les mêmes visions pour diriger un lycée. Di Barnett met en place des cours extra-scolaires (tels que des cours de langues donnés par Gerald Albers). Elle accepte de prendre Barry Peterson, père de Kurt comme nouvel entraîneur de l'équipe de football, et Isobel Saya, la mère de Thania comme professeure de yoga (peu avant les examens de fin d'année afin de détendre les élèves angoissés) car dans sa politique de direction de l'établissement, elle a le souhait de l'implication des parents d'élèves dans la vie du lycée. Di barnett est soucieuse du comportement de certains élèves, et essaye tant bien que mal de trouver des solutions. Elle fait son maximum pour le bien être de ses élèves. À la fin de l'année scolaire, elle quitte Hartley pour prendre de nouvelles fonctions dans un autre établissement nouvellement construit et plus grand qu'HARTLEY HEIGHTS, dans la banlieue de Sydney.

- Alan Carson (épisodes 187 à 210) est le nouveau et dernier proviseur de la série. Il remplace Di Barnett à HARTLEY HEIGHTS. Il est également professeur d'Histoire et d'Anglais. Il est assez sévère dès le départ car il interdit aux étudiants de s'embrasser dans le lycée et sépare les garçons et les filles dans toutes les classes du lycée. Il reviendra vite sur cette dernière décision face à la résistance des élèves. Il n'hésite pas à menacer de renvoi les élèves ne respectant pas le règlement. Il met en place un pilori (carcan) dans la cour de récréation pour les élèves souhaitant se repentir de leurs fautes. Il embauche Jill Delaine, la mère de Lee, en tant que secrétaire au lycée HARTLEY HEIGH.

#### Parents
- Irène Poulos (épisodes 1 à 8) est l'épouse de Georges, la mère de Nick et Effie et la sœur d'Helen. C'est une mère aimante et attentionnée. De nature très calme, elle sait se faire entendre et raisonner son mari. Elle n'hésite pas à s'impliquer lorsque ses enfants ont des soucis. Elle proposera ses services à Christina afin de devenir manager de l'équipe de foot qu'elle entraine et réussira à convaincre Georges de devenir l'entraineur adjoint. En repartant chez elle après un entrainement pour aller faire des banderoles pour l'équipe, elle a un grave accident de voiture et meurt quelque temps après.

- Georges Poulos (épisodes 1 à 30) est le mari d'Irène et le père de Nick et Effie. Dans son pays d'origine, la Grèce, il a été une star au football. C'est un père très présent et très stricte pour ses enfants mais aussi très attentif à son épouse, Irène. C'est grâce à cette dernière qu'il deviendra l'entraîneur adjoint de l'équipe de football de Hartley. Il a du mal à surmonter la mort de sa épouse, c'est pour cela qu'Helen décide d'engager une aide à domicile, Stella Ianou. Elle s'installe chez eux et s'occupe des enfants et de la maison. Le moral de Georges remonte grâce à Stella. Tout comme Nick et Effie, Georges va apprendre à apprécier Stella et va se rapprocher d'elle à la suite d'une soirée dansante. Georges démissionne de son travail qu'il n’appréciait plus du tout et repart en Grèce pour y suivre Stella qui y prend un poste de professeure dans l'école de danse de sa mère. En Grèce, il retrouve rapidement du travail mais laisse en Australie Nick et Effie, qui n'ont pas voulu le suivre, chez Helen et Roberto.

#### Autres
- Effie Poulos (épisodes 1 à 65) est la fille de Georges et Irène Poulos et la sœur de Nick. Elle aime beaucoup son cousin Costa et croit que c'est le meilleur. Lorsque sa mère meurt elle croit qu'elle peut encore lui parler croyant qu'elle est toujours là. C'est à ce moment qu'Helen décide d'engager Stella pour s'occuper de la maison et ainsi redonner un semblant de famille pour Effie. Cette dernière s'attache beaucoup à Stella, la considérant comme une seconde mère et Katerina comme la grande sœur qu'elle n'a jamais eu. Effie est très triste le jour où Stella décide de repartir en Grèce pour y travailler. Par la suite, elle fera une fugue lorsque son père décide lui aussi de rentrer en Grèce, croyant qu'elle devrait elle aussi partir d'Australie. Mais Georges décide de confier qu'elle peut, avec Nick, rester chez Helen et Roberto. Après la mort de Nick, elle continue à vivre chez eux avec Katerina revenue de Grèce. Cette dernière essaye de la faire ressembler à une jeune fille tandis que sa tante veut le contraire. Elle a également un petit copain dénommé Bart. On pense qu'elle est rentrée en Grèce auprès de son père et Stella.

### L'Entrepôt
L'entrepôt est un vieux local déniché par le compagnon du professeur Milano, au cours de la saison 1, afin que certains étudiants d'Hartley puissent y résider en colocation. Notamment des étudiants ayant décidé de quitter leur domicile familial. Tout au long des 6 premières saisons, l'entrepôt verra passer différents colocataires, tel(le)s que Jodie, Rivers, Drazic, Mai.
Sur le frigo, lors de la saison 5, on voit l'affiche jaune de la grande fête organisée par Bolton avant son départ.
Lors du 4e épisode de la sixième saison (épisode 134) , Drazic et Mai se font virer de l'entrepôt et ils décident de louer un autre appartement, ressemblant à l'entrepôt.
- Jodie-Peter-Steve (Épisodes 26)
- Jodie-Peter-Steve-Katarina (Épisodes 27-28)
- Jodie-Peter-Steve (Épisodes 29-45)
- Jodie-Peter-Steve-Matt (Épisodes 46-47)
- Jodie-Peter-Steve (Épisodes 48-53)
- Jodie-Peter-Steve-Katarina (Épisodes 54)
- Jodie-Peter-Steve (Épisodes 55-63)
- Jodie-Peter-Steve-Allie (Épisodes 64-65)
- Allie-Alan (Épisode 66)
- Allie-Alan-Matt (Épisodes 67-70)
- Allie-Alan-Matt-Danielle (Épisodes 71-75)
- Allie-Alan-Danielle (Épisodes 76-82)
- Allie-Alan-Danielle-Stassy (Épisodes 83-87)
- Alan-Danielle-Stassy (Épisodes 88-89)
- Alan-Danielle-Stassy-Matt (Épisodes 90-91)
- Alan-Stassy-Matt (Épisodes 92)
- Alan-Stassy (Épisodes 93-95)
- Stassy-Charlie (Épisodes 96-97)
- Charlie-Katarina (Épisodes 98)
- Charlie-Declan-Katarina (Épisodes 99-104)
- Charlie-Katarina-Mai (Épisodes 105-115)
- Charlie-Katarina-Mai-Drazic (Épisodes 116)
- Katarina-Mai-Drazic (Épisodes 117-130)
- Mai-Drazic (Épisodes 131-136)
- Mai-Drazic-D'Espo (Épisodes 137)
- Mai-Drazic (Épisodes 138-148)
- Mai-Drazic-Kurt (Épisodes 149-152)
- Drazic-Kurt (Épisodes 153-166)
- Drazic-Harold (Épisode 167)
- Drazic-Ryan (Épisodes 168-181)
- Drazic-Ryan-Sarah (Épisode 182-183)
- Drazic-Ryan-Thania (Épisodes 184-186)
- Drazic-Thania (Épisodes 187-196)
- Drazic-Thania-Zac (Épisodes 197-210)

1. Drazic: 95 épisodes
2. Mai: 47 épisodes
3. Peter: (26-65) 40 épisodes
4. Steve: (26-65) 40 épisodes
5. Jodie: (26-65) 40 épisodes
6. Katarina: (27-28/98-130) 35 épisodes
7. Alan: (66-95) 30 épisodes
8. Thania: (184-210) 27 épisodes
9. Allie: (64-87) 24 épisodes
10. Danielle: (71-91) 21 épisodes
11. Charlie: 20 épisodes
12. Ryan: 19 épisodes
13. Kurt: 18 épisodes
14. Stassy: (83-97) 15 épisodes
15. Zac: 15 épisodes
16. Matt: (67-75 / 90-92) 12 épisodes
17. Declan: 6 épisodes

### L'appartement de Yola
- Épisodes 3 à 26: Yola et Christina
- Épisodes 27 à 29: Yola
- Épisodes 30 à 36: Yola et Sam
- Épisodes 37 à 52: Yola
- Épisodes 56 à 58: Sam
- Épisodes 59 à 65: Sam et Andrew
- Épisodes 66 à 78: Andrew
- Épisodes 79 à 130: Ronnie

- Yola - 52 épisodes
- Christina - 24 épisodes
- Sam - 17 épisodes
- Andrew - 20 épisodes
- Ronnie - 52 épisodes

### Chez les Poulos
- Nick (épisodes 1 à 30) - 30 épisodes
- Effie (épisodes 1 et 2 / 4 à 11 / 13 / 15 à 18 / 22 à 30) - 24 épisodes
- Jodie (épisodes 13 et 14) - 2 épisodes
- Stella (épisodes 16 à 28) - 13 épisodes (gouvernante et mère de Katarina)
- Katarina (épisodes 16 à 28) - 13 épisodes

### Chez les Bordino
- Costa (épisodes 1 à 71) - 71 épisodes
- Nick (épisodes 31 à 38) - 8 épisodes
- Effie (épisodes 31 à 65) - 35 épisodes
- Katarina (épisodes 54 à 96) - 43 épisodes
- Matt (épisodes 76 à 89 / 93-96) - 18 épisodes

### Chez les Scheppers
- Ryan (Episodes 98 à 150) - 53 épisodes
- Anita (Episodes 98 à 150) - 53 épisodes
- Charlie (Episodes 117-125) - 9 épisodes
- Kath (Episodes 139-150) - 12 épisodes (gouvernante et mère de Sarah)
- Sarah (Episodes 139-150) - 12 épisodes

### Chez les Delaine
- Lee (Episodes 153-200) - 48 épisodes
- Sarah (Episodes 154-181) - 28 épisodes
- Zac (Episodes 190-195) - 6 épisodes

### Véhicules conduits par les élèves
Buick LeSabre de 1965
- Costa Bordino (plusieurs épisodes entre 1-71)
- Matt Logan (plusieurs épisodes entre 72-97)

Ford Falcon Utility de 1977
- Peter Rivers (plusieurs épisodes entre 27-65)

Mazda 323 Wagon de 1979
- Declan Costello (plusieurs épisodes entre 72-104)

Ford Falcon 500 de 1976 (achetée à Léo Fine)
- Charlie Byrd (plusieurs épisodes entre 98-124)

Holden Commodore Wagon de 1983
- Barry et Kurt Peterson (plusieurs épisodes entre 132 à 186)

### Qui sort avec qui?
- Steve et Danielle (épisodes 2 –  19 / 60 – 65) - 24 épisodes

- Nick et Jodie (épisodes 2 – 5 / 12 – 19 / 28 – 36) - 22 épisodes

- Peter et Chaka (épisodes 12 – 14) - 3 épisodes

- Rose et Jack (épisodes 16 – 22 / 49) - 8 épisodes

- Nick et Danielle (épisodes 20 – 27) - 8 épisodes

- Costa et Greta (épisodes 24 - 25) - 2 épisodes

- Peter et Katarina (épisodes 23 – 28) - 6 épisodes

- Steve et Lucie (épisodes 30 – 51) - 22 épisodes

- Peter et Sam (épisodes 34 – 36 / 65) - 4 épisodes

- Costa et Rose (épisodes 47 – 48) - 2 épisodes

- Matt et Jodie (épisodes 50 – 60) - 11 épisodes

- Matt et Allie (épisodes 60 – 75 / 78 – 83) - 22 épisodes

- Costa et Katarina (épisodes 60 – 71) - 12 épisodes

- Alan et Linda (épisode 79) - 1 épisode

- Danielle et Declan (épisodes 81 – 91) - 11 épisodes

- Allie et Tom (épisodes 85 – 87) - 3 épisodes

- Katarina et Charlie (épisodes 85 –  109 / 130) - 26 épisodes

- Matt et Stassy (épisodes 88 – 91 / 97) 5 épisodes

- Anita et Drazic (épisodes 107 – 110 / 126 – 148 / 186 – 192 / 203 – 210) - 42 épisodes

- Ryan et Mai (épisodes 111 – 118) - 8 épisodes

- Charlie et Anita (épisodes 120 – 125) - 6 épisodes

- Charlie et Mélanie (épisode 127) - 1 épisode

- Mélanie et Andrew (épisode 136) - 1 épisode

- Kurt et Nikki (épisodes 140 – 153) - 14 épisodes

- Ryan et Sarah (épisodes 155 – 176 / 180-186) - 29 épisodes

- Kurt et Anita (épisodes 158-165) - 8 épisodes

- Drazic et Jet (épisodes 173-174) - 2 épisodes

- Kurt et Thania (épisodes 184 – 186) - 3 épisodes

- Anita et Todd (épisodes 192 - 202) - 10 épisodes

- Dennis et Sophie (épisodes 193 – 194) - 2 épisodes

- Zac et Gemma (épisodes 195 – 197) - 3 épisodes

- Zac et Claire (épisodes 198 - 199) - 2 épisodes

- Marc et Thania (épisodes 199 - 208 ) - 9 épisodes

- Zac et Tess (épisodes 208 - 210) - 3 épisodes

En Italique quand un élève sort avec un adulte.

### LeSharkpool
Le Sharkpool est un bar-billard ouvert par Rocco et Costa Bordino (épisode 31). Il remplace le bar de Ruby St John où se réunissaient les élèves d'Hartley auparavant. il est situé dans Hill Street. D'abord dirigé par Rocco, lorsque celui-ci partira pour les États-Unis, la gestion du Sharkpool revient à Costa.
Plus tard, après le départ de ce dernier lui-aussi pour les États-Unis, c'est son père, Roberto qui reprend l'affaire. Certains des élèves d'Hartley y ont travaillé, soit au bar, soit au billard : Jodie, Matt, Katarina, Declan, Charlie, Drazic.
Dès la saison 5, au départ des Bordino partis rejoindre leurs enfants aux États-Unis, Léo Fine, qui a acheté le Sharkpool, le dirige. Katarina est la gérante.
Épisode 129 : Katarina démissionne. Le Sharkpool est fermé, car Léo Fine s'est enfui alors qu'il est recherché par la police à cause de ses trafics.
Saison 6, épisode 132 : Tony Black, le père de Mélanie reprend le Sharkpool.
Saison 6 épisode 151 : le Sharkpool est racheté et dirigé par Peter d'Esposito, dit "d'Espo". Mai qui y travaillait démissionne.

### Proprietaires duSharkpool
- Rocco Bordino: (épisodes 33-38 / 6 épisodes)
- Roberto Bordino: (épisodes 39-96 / 58 épisodes)
- Léo Fine (épisodes 97-129 / 33 épisodes)
- Tony Black (épisodes 131-150 / 20 épisodes)
- Peter D'Esposito (épisodes 151-207 / 57 épisodes)

### Gérants duSharkpool
- Rocco Bordino (épisodes 33-38 / 6 épisodes)
- inconnu (épisodes 39-52 / 14 épisodes)
- Costa Bordino (épisodes 53-71 / 19 épisodes)
- Roberto Bordino (épisodes 72-78 / 7 épisodes)
- Katarina Ioannou (épisodes 79-129 / 51 épisodes)
- Mélanie Black (épisodes 131-136 / 6 épisodes)
- Peter D'Esposito (épisodes 151-207 / 57 épisodes)

### Employés duSharkpool
- Jodie Cooper (épisodes 34-62 - 29 épisodes)
- Costa Bordino (épisodes 39-71 - 33 épisodes)
- Matt Logan (épisode 46 / 72-96 - 26 épisodes)
- Declan Costello (épisodes 80-99 - 19 épisodes)
- Charlie Byrd (épisodes 98-113 - 16 épisodes)
- Mélanie Black (épisode 102 - 1 épisode)
- Anita Sheppers (épisode 113 - 1 épisode)
- Mai Hem (épisodes 113 / 132-151 - 21 épisodes)
- Bogdan Drazic (épisodes 114-187 - 56 épisodes)
- Ryan Scheppers (épisodes 152-153 - 2 épisodes)
- Sarah Linvingston (épisodes 158-186 - 29 épisodes)
- Thania Saya (épisodes 188-207 - 20 épisodes)

- Jodie (épisodes 34-38 / 5 épisodes)
- Costa-Jodie (épisodes 39-45 / 7 épisodes)
- Costa-Jodie-Matt (épisodes 46 / 1 épisode)
- Costa-Jodie (épisodes 47-64 / 18 épisodes)
- Costa (épisodes 65-71 - 7 épisodes)
- Matt-Katarina (épisodes 72-79 / 8 épisodes)
- Matt-Katarina-Declan (épisodes 80-96 / 17 épisodes)
- Katarina-Declan (épisodes 97-98 / 3 épisodes)
- Katarina-Declan-Charlie (épisode 99 / 1 épisode)
- Katarina-Charlie (épisodes 100-101 / 2 épisodes)
- Katarina-Charlie-Mélanie (épisode 102 / 1 épisode)
- Katarina-Charlie (épisodes 103-112 / 10 épisodes)
- Katarina-Charlie-Anita-Mai (épisode 113 / 1 épisode)
- Katarina-Drazic (épisodes 114-129 / 15 épisodes)
- Drazic-Mai (épisodes 132-151 / 20 épisodes)
- D'Espo-Drazic-Ryan (épisodes 152-153 / 2 épisodes)
- D'Espo-Drazic-Sarah (épisodes 158-186 / 29 épisodes) (Sharkpool et cantine du lycée)
- D'Espo-Thania (épisodes 188-207 / 20 épisodes) (Sharkpool et cantine du lycée)

### Raison de départ des enseignants et directeurs
- Christina Milano (professeure d'Anglais épisodes 1 à 26) : Elle a décidé de suivre son fiancé, Mack Winson, en Indonésie pour soigner et éduquer les enfants de là-bas.
- Bill Southgate (professeur de Sciences épisodes 1 à 52) : Southgate décide de quitter Hartley pour prendre ses nouvelles fonctions, proviseur dans un autre lycée. Il propose à Yola de le suivre.
- Graham Brown (professeur de Mathématiques et Musique épisodes 1 à 38 / 53 et 71) : Raison de départ inconnue.
- Sam Robinson (professeure d'Anglais épisodes 29 à 36 et 53 à 65) : Sam veut quitter Hartley et Peter Rivers la suit, ils peuvent donc commencer une nouvelle vie ensemble à Queensland.
- Phil North (professeur de Littérature et Art dramatique épisodes 10 à 13) : Il sera muté à sa demande dans un autre lycée, car il subissait les harcèlements de Rose qui était amoureuse de lui.
- Yola Fatoush (conseillère d'orientation épisodes 1 à 52) : Southgate propose à Yola de le suivre et lui propose un travail quand il part pour ses nouvelles fonctions, afin qu'elle puisse oublier Hartley.
- Jim Deloraine (Directeur d'Hartley épisodes 1 à 69) : Jim quittera Hartley après sa deuxième attaque cardiaque, afin de prendre sa retraite anticipée d'une année.
- Vic Morris (professeur de média épisodes 39 à 43) : Il ne restera pas longtemps à Hartley, préférant retourner enseigner dans son village d'origine, enseigner dans une petit école dans un bush australien.
- Andrew Bell (professeur de Sciences épisodes 56 à 78) : Andrew accepte de reprendre son métier de chercheur et de suivre son amie Dana en Antarctique.
- Ronnie Brooks (professeur d'Anglais et d'Histoire moderne épisodes 66 à 130) : Elle quitte Hartley lors de la fermeture du premier lycée à la fin de la 5è saison.
- Arnold Pike (professeur de Mathématiques épisode 68) : Celui-ci est assez âgé et beaucoup d'élèves remarquent qu'il n'est plus capable d'enseigner, notamment Matt, qui le signale à Deloraine avec une pétition. Arnold Pike finira donc par donner sa démission et quitter Hartley. Arnold Pike adore jouer au paris sur les courses de chevaux et donne quelques tuyaux à son insu aux élèves voulant jouer pour gagner un peu d'argent.
- Tom Summers (professeur de Cuisine épisodes 80 à 87) :  Après avoir vu sa demande de mutation refusée, il est renvoyé de Hartley par Dyson après avoir mis Allie enceinte.
- June Dyson (Directrice épisodes 69 à 98) : Elle quitte Hartley pour suivre son fils qui vient de trouver un emploi d'informaticien et s'occuper de lui car celui-ci est en fauteuil roulant.
- Les Bailey (Directeur puis professeur de Sciences épisodes 99 à 134) : Après la fermeture du premier lycée, il redevient professeur de Sciences dans le nouveau lycée. Mais les relations professeur-principal avec la proviseure du nouveau lycée ne se passent pas très bien. Les décide de quitter l'établissement, lorsqu'il est accusé de sexisme.
- Jay Jackson (professeur remplaçant épisodes 114 et 115) : Il remplace Ronnie Brooks puis quitte Hartley pour effectuer un remplacement dans un autre lycée.
- Tom Harding (professeur de Mathématiques épisode 128) : Engagé par Les Bailey dans le but de proposer des heures de soutiens de mathématiques pour les élèves en difficulté dans cette matière, pour les préparer aux examens de fin d'année. Il sera renvoyé au bout de quelques jours par Les Bailey après avoir giflé Ryan.
- Di Barnett (Directrice et professeure de Sciences épisodes 131 à 186) : À la fin de l'année scolaire, elle part diriger un nouvel établissement.
- Gerald Albers (professeur de Littérature et d'Histoire épisodes 133 à 150) : Il quitte le lycée afin de rejoindre une troupe de théâtre, sa première et vraie passion.
- Nat Delaine (professeur d'Anglais et d'Histoire épisodes 153 à 185) : Il quitte Hartley pour faire sa vie avec Isabel Saya, mère de Thania après s'être séparé de son épouse Jill.
- Pat Gregory (professeur d'Histoire épisode 157). Il quitte Hartley au bout d'une semaine car Lee ne le supporte pas et fait tout pour le faire partir.
- Isabel Saya (professeure de yoga épisodes 178 à 182) : Elle quitte Hartley pour suivre Nat.
- Alan Carson (Directeur épisodes 187 à 210) : Fin de la série.
- Jackie Cassis (professeure de Sciences épisodes 187 à 210) : Fin de la série.
- Petra (professeure épisode 195).

### Les seconds rôles devenus rôles récurrents et/ou principaux
- Alexandra Brunning - Elvie (Episode 18) avant de devenir Lucy Weston.
- Alan Cinis - Wozza (Episode 19) - Stan (Episodes 93 et 98) - Gregor (Episode 139) avant de devenir Pat Gregory.
- Andrea Moor - Greta Stewart (Episodes 23 à 25) avant de devenir Di Barnett.
- Tina Bursill - Trish Ferra (Episode 77) avant de devenir Hillary Scheppers.
- Luke Jacobz - Luke Ashwood (Episode 151) avant de devenir Zac Croft.
- Frederick Miragliotta - Jorge Cardenes : père de Chaka (Episode 14) avant de devenir le professeur Gerald Albers.
- Marcel Bracks - le garçon qui fait une tentative de suicide (Episode 142) avant de devenir Lee Delaines.
- Tasneem Roc - Mariel la fille qui complimente Drazic (Episode 162) avant de devenir Thania Saya.

## Génériques et apparitions des personnages par saison

### Saison 1: Épisodes 1 à 38
- Générique version 1 : épisodes 1 à 20 (Alex Dimitriades - Sarah Lambert - Katherine Halliday - Salvatore Coco - Emma Roche - Corey Page - Doris Younane - Scott Major - Abi Tucker - Isabella Gutierrez - Tai Nguyen - Tony Martin - Hugh Baldwin - Stephen O'Rourke - Jan Adele - Elly Varrenti - Nico Lathouris - Despina Caldis). 20 épisodes - 18 personnages

- Générique version 2 : épisodes 21 à 30 (Alex Dimitriades - Sarah Lambert - Katherine Halliday - Salvatore Coco - Emma Roche - Corey Page - Doris Younane - Scott Major - Abi Tucker - Tai Nguyen - Tony Martin - Hugh Baldwin - Jan Adele - Peta Toppano - Nico Lathouris - Despina Caldis). 10 épisodes - 16 personnages

- Générique version 3 : épisodes 31 à 38 (Alex Dimitriades - Abi Tucker -  Salvatore Coco - Emma Roche - Scott Major - Katherine Halliday - Corey Page - Doris Younane - Tony Martin - Alexandra Brunning - Barbara Gouskos - Ivar Kants - Despina Caldis - Stephen O'Rourke). 8 épisodes - 14 personnages

### Saison 2: Épisodes 39 à 52
- Episodes 39 à 52 (Alex Dimitriades - Abi Tucker -  Salvatore Coco - Emma Roche - Scott Major - Katherine Halliday - Corey Page - Doris Younane - Tony Martin - Alexandra Brunning - Barbara Gouskos - Ivar Kants - Despina Caldis - Stephen O'Rourke). 14 épisodes - 14 personnages

### Saison 3: Épisodes 53 à 65
- Episodes 53 à 65 (Vince Poletto - Abi Tucker -  Salvatore Coco - Emma Roche - Scott Major - Inge Hornstra - Corey Page - Ada Nicodemou - Ian Bliss - Kym Wilson - Barbara Gouskos - Ivar Kants - Despina Caldis - Stephen O'Rourke). 13 épisodes - 14 personnages

### Saison 4: Épisodes 66 à 91
- Générique version 1: Episode 66 (Vince Poletto - Inge Hornstra - Salvatore Coco - Emma Roche - Jon Pollard - Ada Nicodemou - Ian Bliss - Barbara Gouskos - Ivar Kants - Stephen O'Rourke). 1 épisode - 10 personnages

- Générique version 2: Episode 67 et 68 (Vince Poletto - Inge Hornstra - Salvatore Coco - Emma Roche - Jon Pollard - Ada Nicodemou - Ian Bliss - Deni Gordon - Barbara Gouskos - Ivar Kants - Stephen O'Rourke). 2 épisodes - 11 personnages

- Générique version 3: Episode 69 à 71 (Vince Poletto - Inge Hornstra - Salvatore Coco - Emma Roche - Jon Pollard - Ada Nicodemou - Ian Bliss - Deni Gordon - Barbara Gouskos - Ivar Kants - Diane Craig). 3 épisodes - 11 personnages

- Générique version 4: Episode 72 (Vince Poletto - Inge Hornstra - Ada Nicodemou - Emma Roche - Jon Pollard - Rupert Reid - Ian Bliss - Deni Gordon - Barbara Gouskos - Ivar Kants - Diane Craig). 1 épisode - 11 personnages

- Générique version 5: Episode 73 à 78 (Vince Poletto - Inge Hornstra - Ada Nicodemou - Emma Roche - Jon Pollard - Rupert Reid - Tara Jakszewicz - Ian Bliss - Deni Gordon - Barbara Gouskos - Ivar Kants - Diane Craig). 6 épisodes - 12 personnages

- Générique version 6: Episode 79 (Vince Poletto - Inge Hornstra - Ada Nicodemou - Emma Roche - Jon Pollard - Rupert Reid - Tara Jakszewicz - Deni Gordon - Barbara Gouskos - Ivar Kants - Diane Craig). 1 épisode - 11 personnages

- Générique version 7: Episode 80 (Vince Poletto - Inge Hornstra - Ada Nicodemou - Emma Roche - Jon Pollard - Rupert Reid - Tara Jakszewicz - Simon Baker-Denny - Deni Gordon - Barbara Gouskos - Ivar Kants - Diane Craig). 1 épisode - 12 personnages

- Générique version 8: Episode 81 à 87 (Vince Poletto - Inge Hornstra - Ada Nicodemou - Emma Roche - Jon Pollard - Rupert Reid - Sebastian Goldspink - Tara Jakszewicz - Simon Baker-Denny - Deni Gordon - Barbara Gouskos - Ivar Kants - Diane Craig). 7 épisodes - 13 personnages

- Générique version 9: Episode 88 à 91 (Vince Poletto - Ada Nicodemou - Emma Roche - Jon Pollard - Rupert Reid - Sebastian Goldspink - Tara Jakszewicz - Deni Gordon - Barbara Gouskos - Ivar Kants - Diane Craig). 4 épisodes - 11 personnages

### Saison 5: Épisodes 92 à 130
- Générique version 1: Episode 92 à 95 (Vince Poletto - Ada Nicodemou - Jon Pollard - Rupert Reid - Sebastian Goldspink - Tara Jakszewicz - Deni Gordon - Barbara Gouskos - Ivar Kants - Diane Craig). 4 épisodes - 10 personnages

- Générique version 2: Episode 96 (Vince Poletto - Ada Nicodemou - Rebecca Smart - Rupert Reid - Sebastian Goldspink - Tara Jakszewicz - Deni Gordon - Barbara Gouskos - Ivar Kants). 1 épisode - 9 personnages

- Générique version 3: Episode 97 (Vince Poletto - Ada Nicodemou - Rebecca Smart - Rupert Reid - Sebastian Goldspink - Tara Jakszewicz - Deni Gordon). 1 épisode - 7 personnages

- Générique version 4: Episode 98 (Rel Hunt - Ada Nicodemou - Rebecca Smart - Rupert Reid - Sebastian Goldspink - Lara Cox - Deni Gordon - Tina Bursill). 1 épisode - 8 personnages

- Générique version 5: Episode 99 à 104 (Callan Mulvay - Rel Hunt - Ada Nicodemou - Rebecca Smart - Rupert Reid - Sebastian Goldspink - Lara Cox - Deni Gordon - Tina Bursill - Peter Summer). 6 épisodes - 10 personnages

- Générique version 6: Episode 105 à 130 (Callan Mulvay - Rel Hunt - Ada Nicodemou - Sebastian Goldspink - Rebecca Smart - Lara Cox - Deni Gordon - Tina Bursill - Peter Summer - Nina Liu). 26 épisodes - 10 personnages

### Saison 6: Épisodes 131 à 170
- Générique version 1 : épisodes 131 / 136 / 138 à 150: (Callan Mulvey - Rel Hunt - Fleur Beaupert - Nathalie Roy - Jeremy Lindsay-Taylor - Lara Cox - Andrea Moor - Frederick Miragliotta - Elaine Hudson - Nina Liu). 15 épisodes - 10 personnages

- Générique version 2 : épisodes 132 et 133: (Callan Mulvey - Rel Hunt - Fleur Beaupert - Jeremy Lindsay-Taylor - Rebecca Smart - Lara Cox - Andrea Moor - Tina Bursill - Peter Sumner - Nina Liu). 2 épisodes - 10 personnages

- Générique version 3 : épisodes 134: (Callan Mulvey - Rel Hunt - Fleur Beaupert - Jeremy Lindsay-Taylor - Rebecca Smart - Lara Cox - Andrea Moor -  Frederick Miragliotta - Peter Sumner - Nina Liu). 1 épisode - 10 personnages

- Générique version 4 : épisodes 135: (Callan Mulvey - Rel Hunt - Fleur Beaupert - Jeremy Lindsay-Taylor - Rebecca Smart - Lara Cox - Andrea Moor - Frederick Miragliotta - Nina Liu). 1 épisode - 9 personnages

- Générique version 5 : épisodes 137: (Callan Mulvey - Rel Hunt - Fleur Beaupert - Jeremy Lindsay-Taylor - Lara Cox - Andrea Moor -  Frederick Miragliotta - Nina Liu). 1 épisode - 8 personnages

- Générique version 6 : épisodes 151-152: (Callan Mulvey - Rel Hunt - Fleur Beaupert - Jeremy Lindsay-Taylor - Lara Cox - Andrea Moor -  Frederick Miragliotta - Mario Gamma - Nina Liu). 2 épisodes - 9 personnages

- Générique version 7 : épisodes 153-169: (Callan Mulvey - Rel Hunt - Fleur Beaupert - Jeremy Lindsay-Taylor - Nathalie Roy - Mario Gamma - Lara Cox - Marcel Bracks - Morna Seres - John Walton - Andrea Moor). 17 épisodes - 11 personnages

- Générique version 8 : épisodes 170: (Callan Mulvey - Rel Hunt - Putu Winchester - Jeremy Lindsay-Taylor - Nathalie Roy - Mario Gamma - Lara Cox - Marcel Bracks - Morna Seres - John Walton - Andrea Moor). 1 épisode - 11 personnages

### Saison 7: Épisodes 171 à 210
- Générique version 1 : épisodes 171-174: (Callan Mulvey - Rel Hunt - Putu Winchester - Jeremy Lindsay-Taylor - Nathalie Roy - Mario Gamma - Lara Cox - Marcel Bracks - Morna Seres - John Walton - Andrea Moor). 4 épisodes - 11 personnages

- Générique version 2 : épisodes 175-186: (Callan Mulvey - Rel Hunt - Putu Winchester - Jeremy Lindsay-Taylor - Nathalie Roy - Tasneem Roc - Lara Cox - Marcel Bracks - Morna Seres - John Walton - Andrea Moor). 12 épisodes - 11 personnages

- Générique version 3 : épisodes 187-190: (Callan Mulvey - Lara Cox - Marcel Bracks - Putu Winchester - Bianca Nacson - Luke Jacobz - Tasneem Roc - Morna Seres - Elena Carapetis - John Gregg). 4 épisodes - 10 personnages

- Générique version 4 : épisodes 191-192: (Callan Mulvey - Lara Cox - Marcel Bracks - Putu Winchester - Bianca Nacson - Luke Jacobz - Tasneem Roc - Danny Raco - Morna Seres - Elena Carapetis - John Gregg). 2 épisodes - 11 personnages

- Générique version 5 : épisodes 193-200: (Callan Mulvey - Putu Winchester - Bianca Nacson - Luke Jacobz - Tasneem Roc - Danny Raco - Marcel Bracks - Morna Seres - Elena Carapetis - John Gregg). 8 épisodes - 10 personnages

- Générique version 6 : épisodes 201-202: (Callan Mulvey - Putu Winchester - Bianca Nacson - Luke Jacobz - Tasneem Roc - Danny Raco - Katherine Hicks - Mark Owen-Taylor - Elena Carapetis - John Gregg). 2 épisodes - 10 personnages

- Générique version 7 : épisodes 203-210: (Callan Mulvey - Lara Cox - Putu Winchester - Bianca Nacson - Luke Jacobz - Tasneem Roc - Danny Raco - Katherine Hicks - Mark Owen-Taylor - Elena Carapetis - John Gregg). 8 épisodes - 11 personnages